# Ciepłowody (gmina)
Ciepłowody – gmina wiejska w województwie dolnośląskim, w powiecie ząbkowickim. W latach 1975–1998 gmina położona była w województwie wałbrzyskim.
Siedziba gminy to Ciepłowody.
Według danych z 30 czerwca 2004 gminę zamieszkiwało 3211 osób. Natomiast według danych z 31 grudnia 2019 roku gminę zamieszkiwało 2989 osób.
Według danych z 30 czerwca 2020 roku gminę zamieszkiwało 2971 osób.
W 1982 roku gmina zasłynęła sprawą Stanisława Helskiego.

## Struktura powierzchni
Według danych z roku 2002 gmina Ciepłowody ma obszar 77,53 km², w tym:
- użytki rolne: 77%
- użytki leśne: 14%

Gmina stanowi 9,67% powierzchni powiatu.

## Demografia

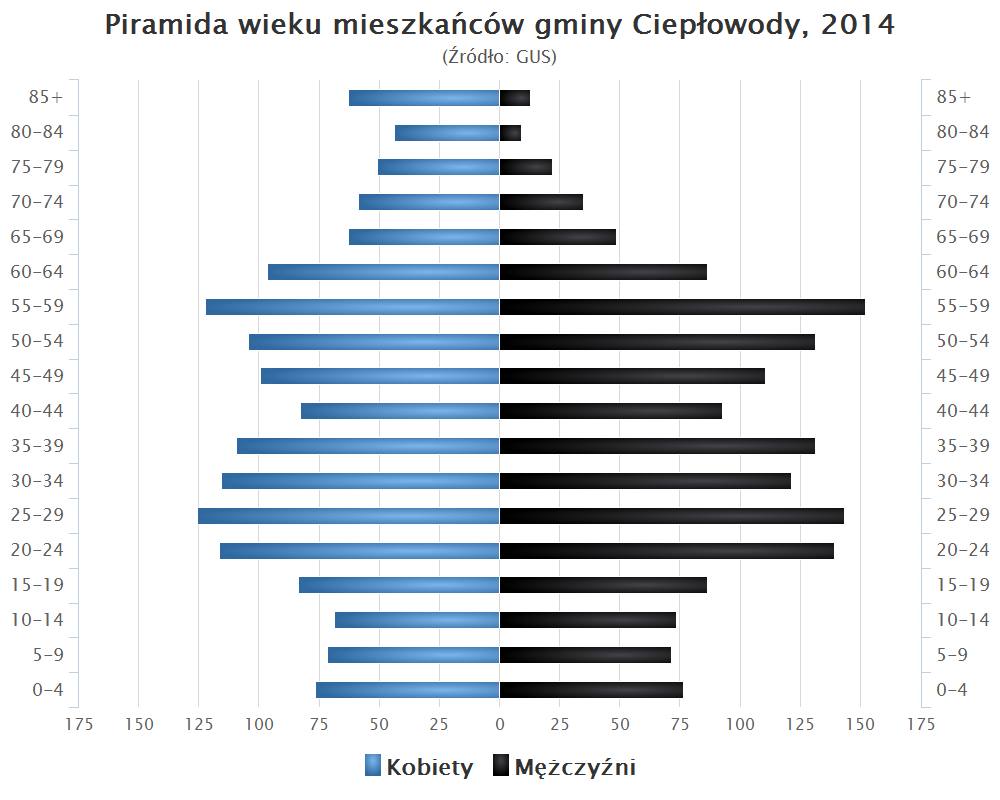
Piramida wieku mieszkańców gminy Ciepłowody w 2014 roku

Dane z 30 czerwca 2004:
| Opis                              | Ogółem | Ogółem | Kobiety | Kobiety | Mężczyźni | Mężczyźni |
| --------------------------------- | ------ | ------ | ------- | ------- | --------- | --------- |
| jednostka                         | osób   | %      | osób    | %       | osób      | %         |
| populacja                         | 3211   | 100    | 1610    | 50,1    | 1601      | 49,9      |
| gęstość zaludnienia (mieszk./km²) | 41,4   | 41,4   | 20,8    | 20,8    | 20,7      | 20,7      |

## Ochrona przyrody
Na obszarze gminy znajduje się rezerwat przyrody Muszkowicki Las Bukowy chroniący fragment lasu bukowego o cechach zespołu naturalnego, grąd dębowo-grabowy oraz bogatą florę runa leśnego.

## Sołectwa
Baldwinowice, Brochocin, Cienkowice, Ciepłowody, Czesławice, Dobrzenice, Jakubów, Janówka, Karczowice, Kobyla Głowa, Koźmice, Muszkowice, Piotrowice Polskie, Stary Henryków, Targowica, Tomice, Wilamowice.

## Sąsiednie gminy
Kondratowice, Niemcza, Strzelin, Ząbkowice Śląskie, Ziębice